# Северинка
Северинка, Балка Кривохоткова, Вершино-Северинівська — річка в Україні у Олександрійському й Кропивницькому районах Кіровоградської області. Ліва притока річки Інгулу (басейн Південного Бугу).

## Опис
Довжина річки 20 км, похил річки 2,0 м/км  площа басейну водозбіру 151км² . Формується багатьма струмками та загатами.

## Розташування
Бере початок у селі Підлісне (колишнє Федвар). Спочатку тече переважно на південний схід через село Зелений Гай, далі тече переважно на південний захід через села Долино-Кам'янку, Кандаурове та Велику Северинку і впадає у річку Інгул, ліву притоку річки Південного Бугу.

## Цікаві факти
- У селі Підлісне біля витоку річки пролягає автошлях Н14[4] (автомобільний шлях національного значення України. Проходить територією Кіровоградської та Миколаївської областей.).
- На річці існують водокачки, газгольдер та декілька газових свердловин[5], а у XIX столітті — багато вітряних млинів[1].